# Maschinenfabrik Kambarka
Die Maschinenfabrik Kambarka (russisch Камбарский машиностроительный завод, Kambarski maschinostroitelny sawod) ist ein Hersteller von Schienenfahrzeugen in der Stadt Kambarka in der Republik Udmurtien (Russland).

## Geschichte
Das Unternehmen geht auf ein 1767 nach sechsjähriger Bauzeit in Betrieb genommenes Eisenwerk zurück, das zunächst mit dem Schmelzen von Eisen und der Produktion von Ausrüstungen für ein nahes Sägewerk beschäftigt war. 1950 wurde es auf den Bau von Schienenfahrzeugen, vorwiegend schmalspurige Diesellokomotiven der Spurweiten 750 mm bis 1067 mm, umprofiliert. Heute hat es die Rechtsform einer Obschtschestwo s ogranitschennoi otwetstwennostju (OOO, vergleichbar mit einer amerikanischen LLC).

## Produktion

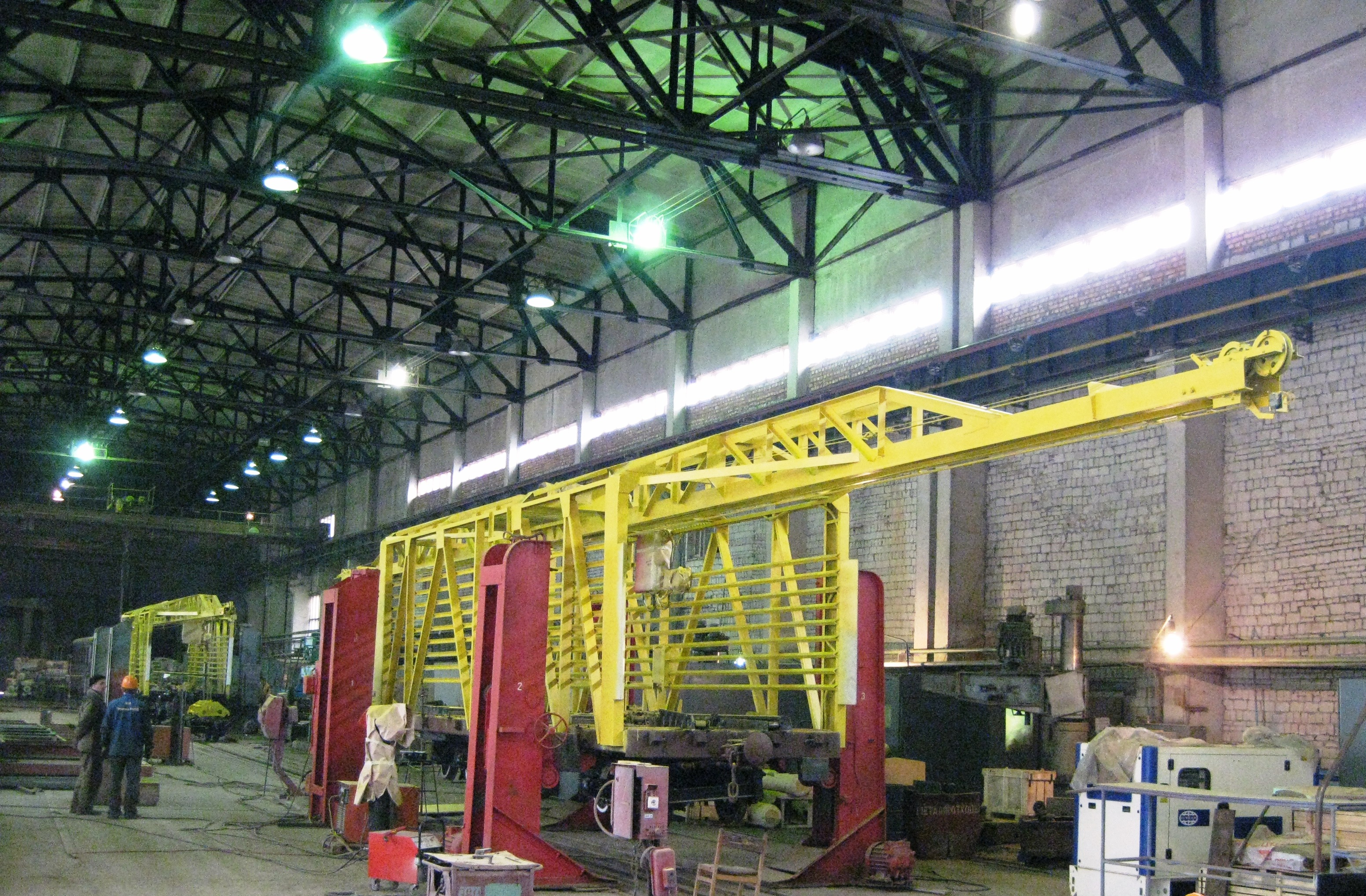
Gleisbaukran СПА in der Werkhalle

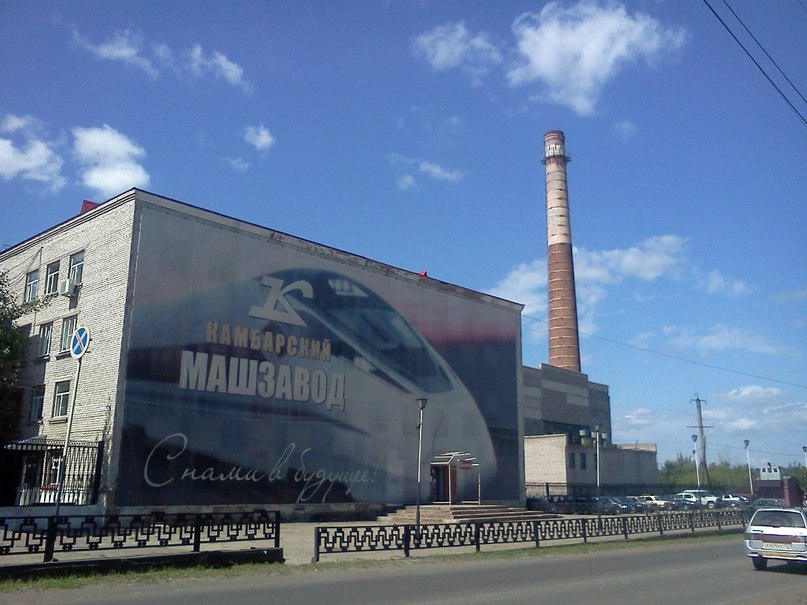
Verwaltungsgebäude der Anlage

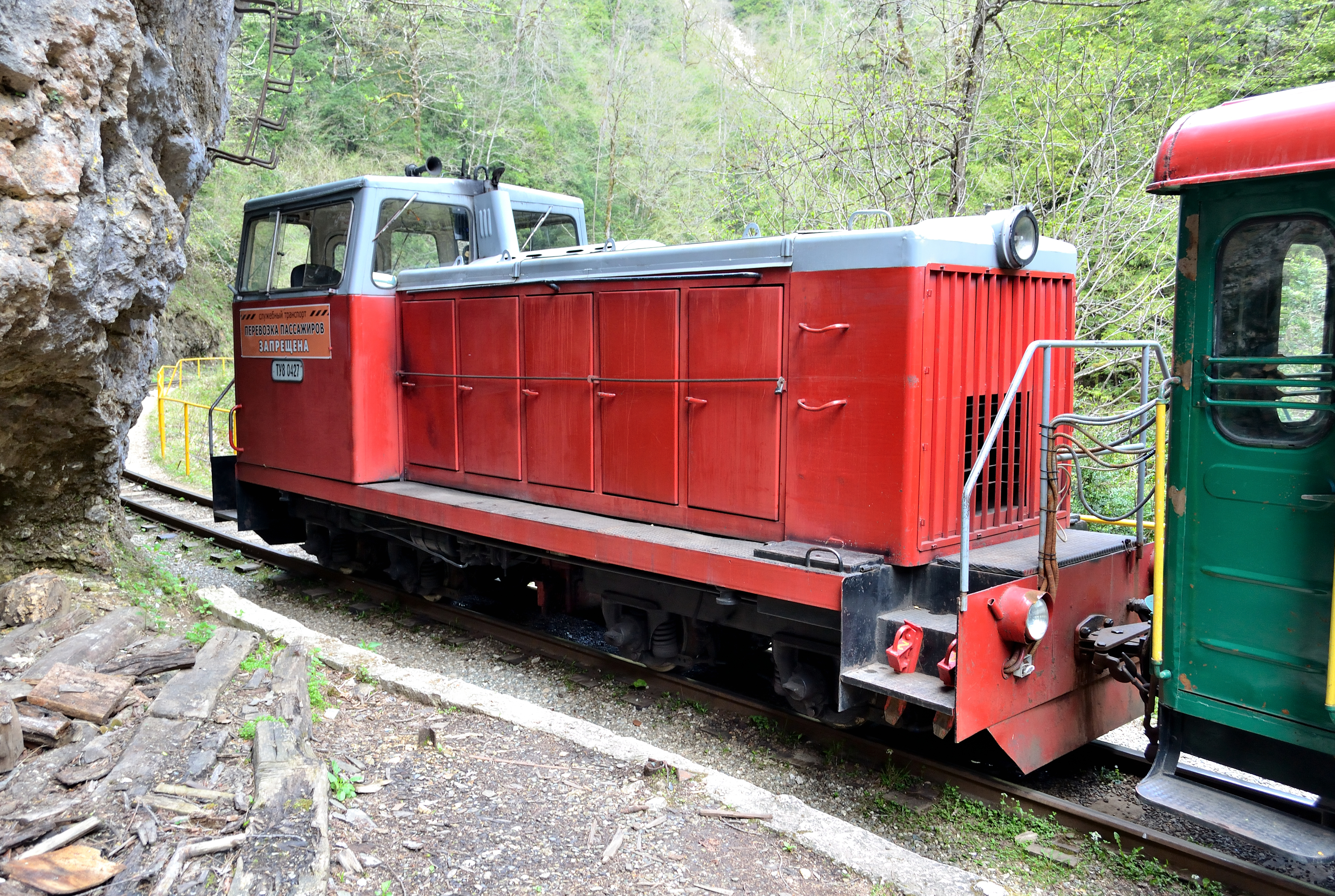
Lokomotiven ТУ8

Neben der Produktion für russische Bahnen werden oder wurden Schienenfahrzeuge der Maschinenfabrik Kambarka nach Estland, Lettland, Litauen, in die Ukraine, nach Belarus, Bulgarien, in die Slowakei, Polen, nach Argentinien, Vietnam, Kambodscha, Kuba, Mali, Usbekistan, Tadschikistan, Turkmenistan, Kirgisistan, Kasachstan, Aserbaidschan, Libanon, Guinea und Nicaragua exportiert.

### Lokomotiven
- ТУ4 (1961–1972; 3210 Stück)
- ТУ5 (1967–1973; 94 Stück)
- ТУ6 (1968–1971; etwa 150 Stück)
- ТУ6А (1973–1988; 3915 Stück)
- ТУ7 (1971–1986) und ТУ7А (1986–2009, seit 2014); insgesamt 3371 Stück
- ТУ8 (seit 1988; etwa 542 Stück)
- ТУ10 (seit 2010; 30 Stück)
- ТГМ40 (Spurweiten 1520 mm und 1435 mm, seit 1982)

### Wagen (Schmalspur 750–900 mm)
- Offener Güterwagen ТСВ6А für Torf
- Seitenkippwagen Modell 47-641
- Gedeckter Güterwagen
- Personenwagen
- Gepäckwagen
- Kesselwagen
- Speisewagen
- Schlafwagen
- Flachwagen

### Bahndienstfahrzeuge
- ТУ6П (1978–1988)
- ТУ6Д (1978–1988)
- ТУ8Г (seit 1988)
- ТУ8П (seit 1988; über 80 Stück)
- Schneepflug СП2
- Schneepflug ЛД24
- T-Baureihe ТУ7Р

### Baufahrzeuge (Spurweite 750–900 mm)
- Bauzug
- Gleisbaukran СПА
- Fahrbares Kraftwerk ТУ6СПА

### Galerie Produktion

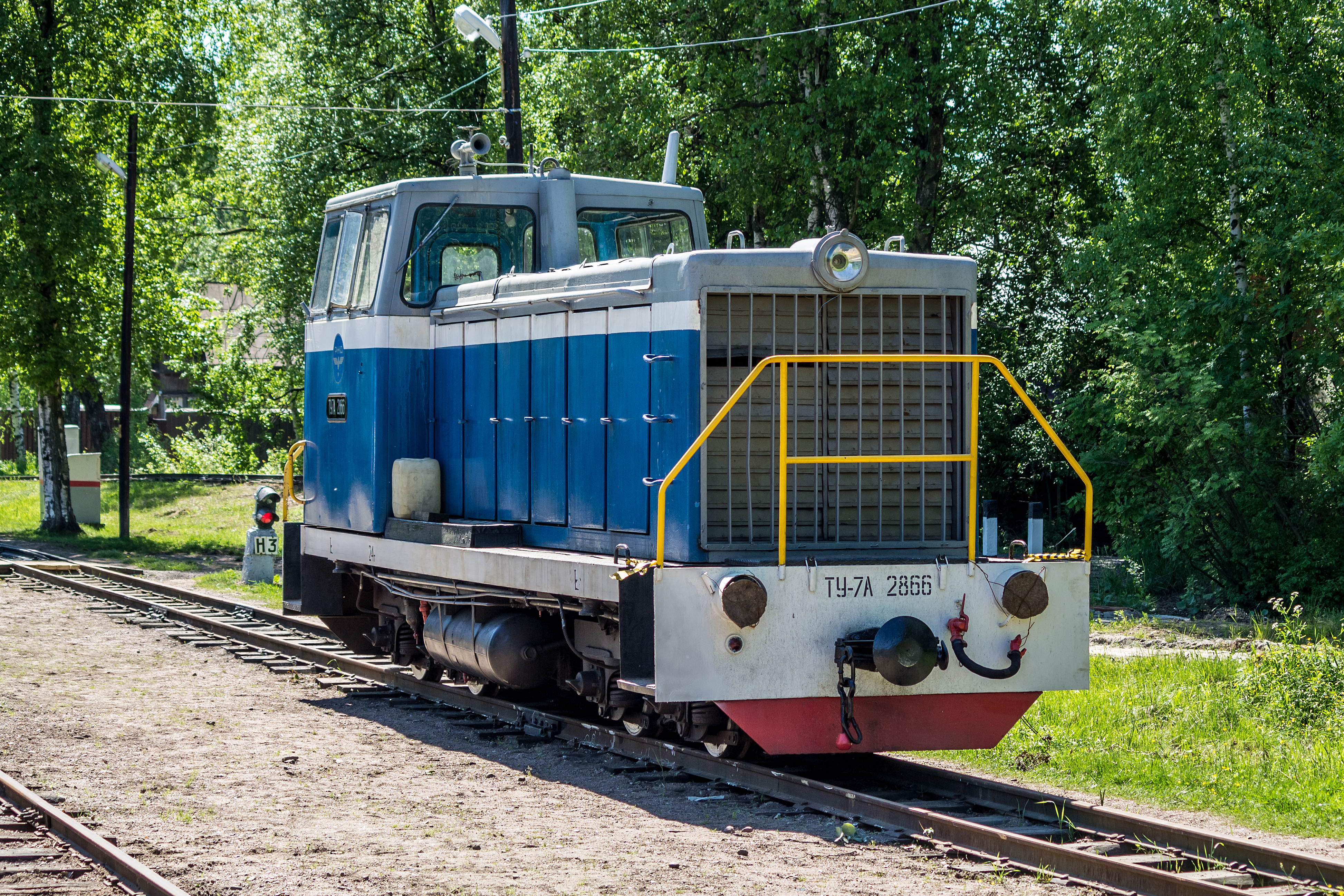
ТУ7A
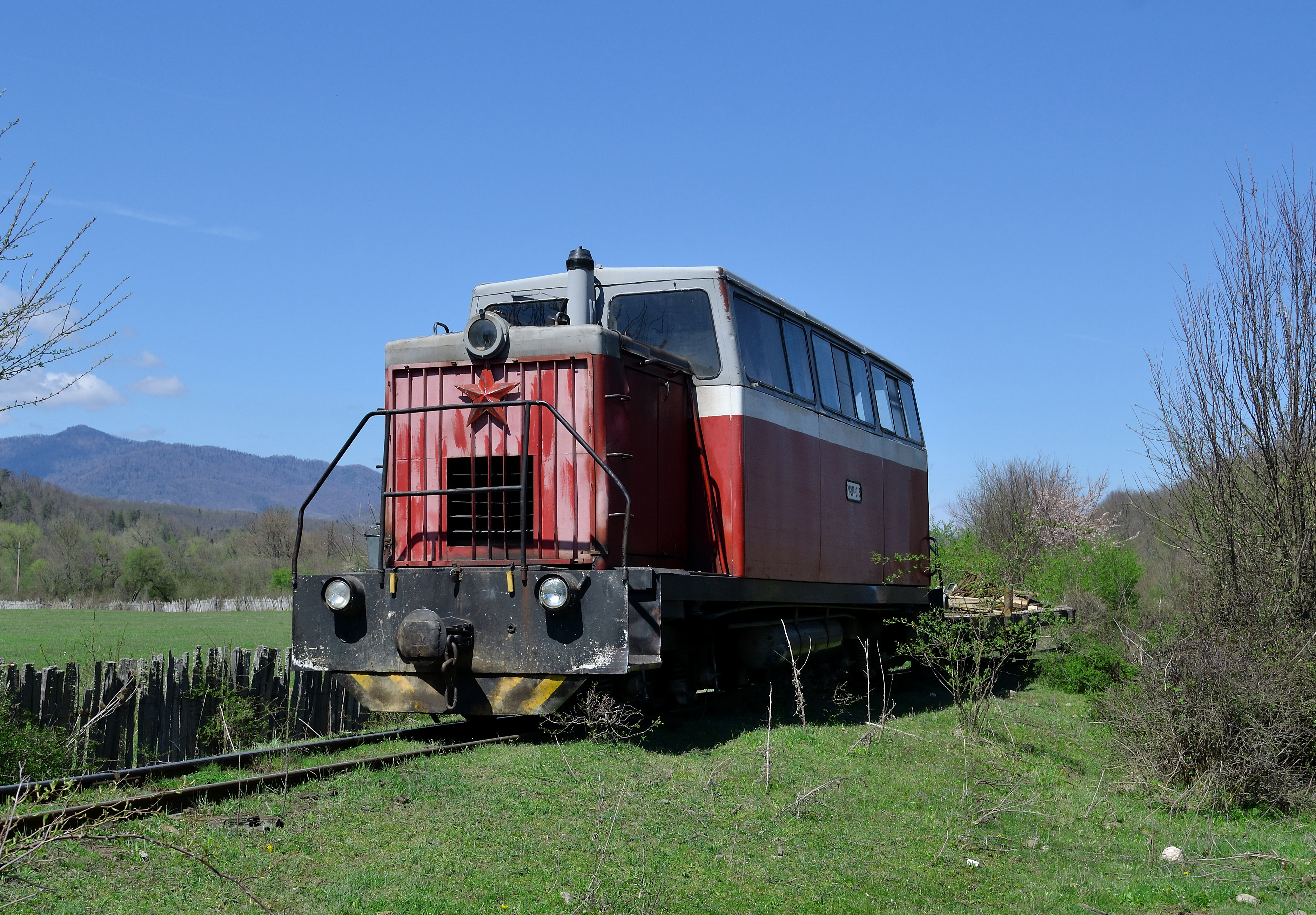
ТУ8П
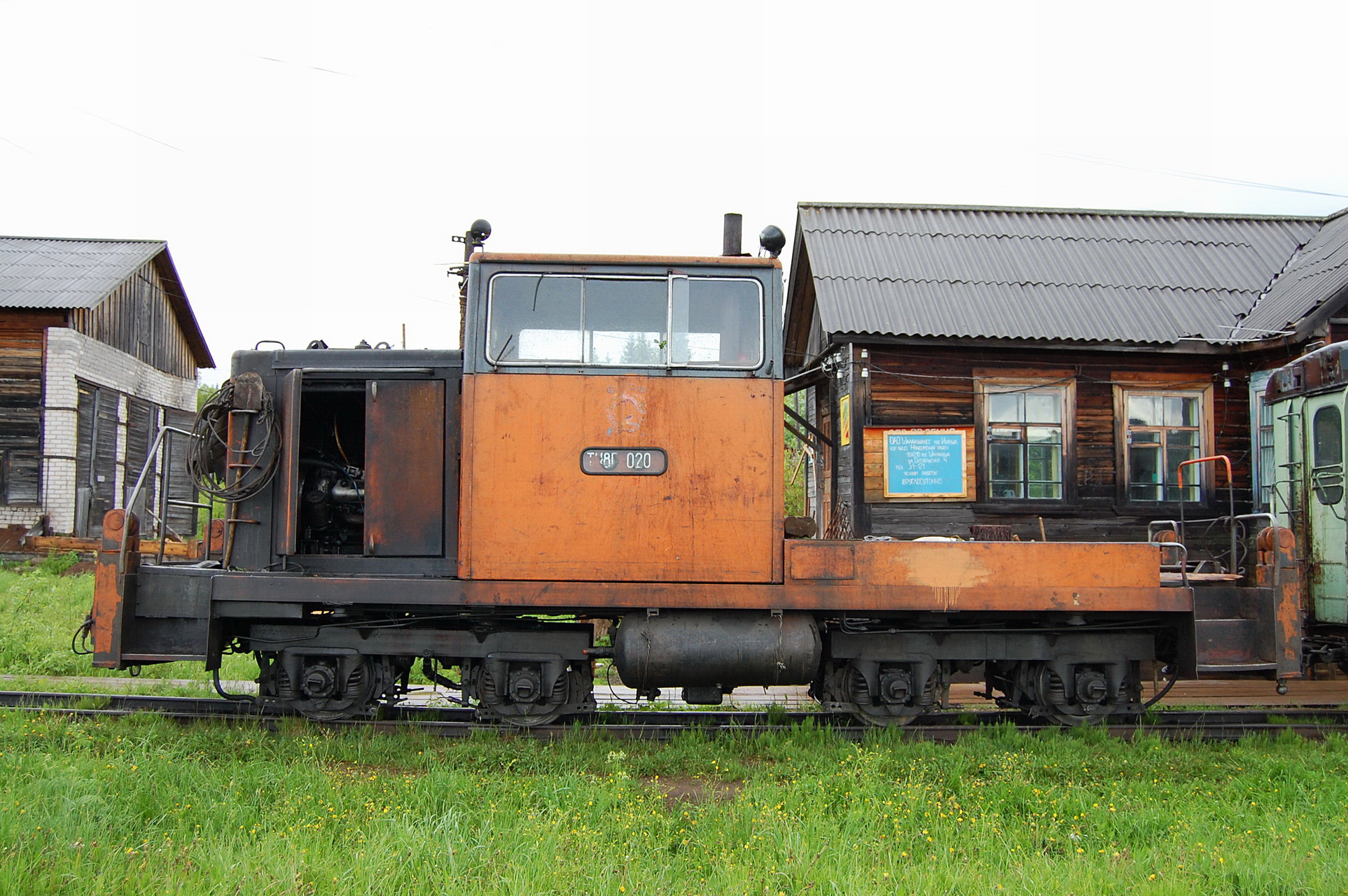
ТУ8Г
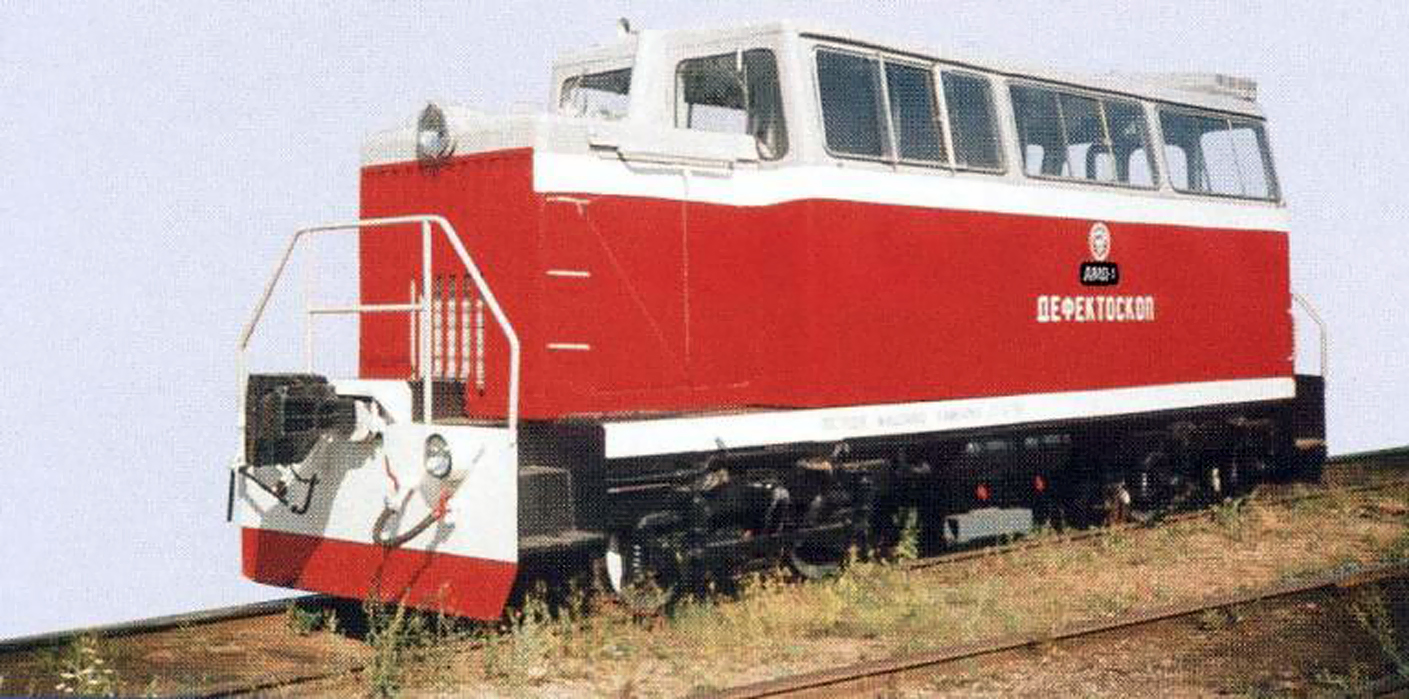
АМД1
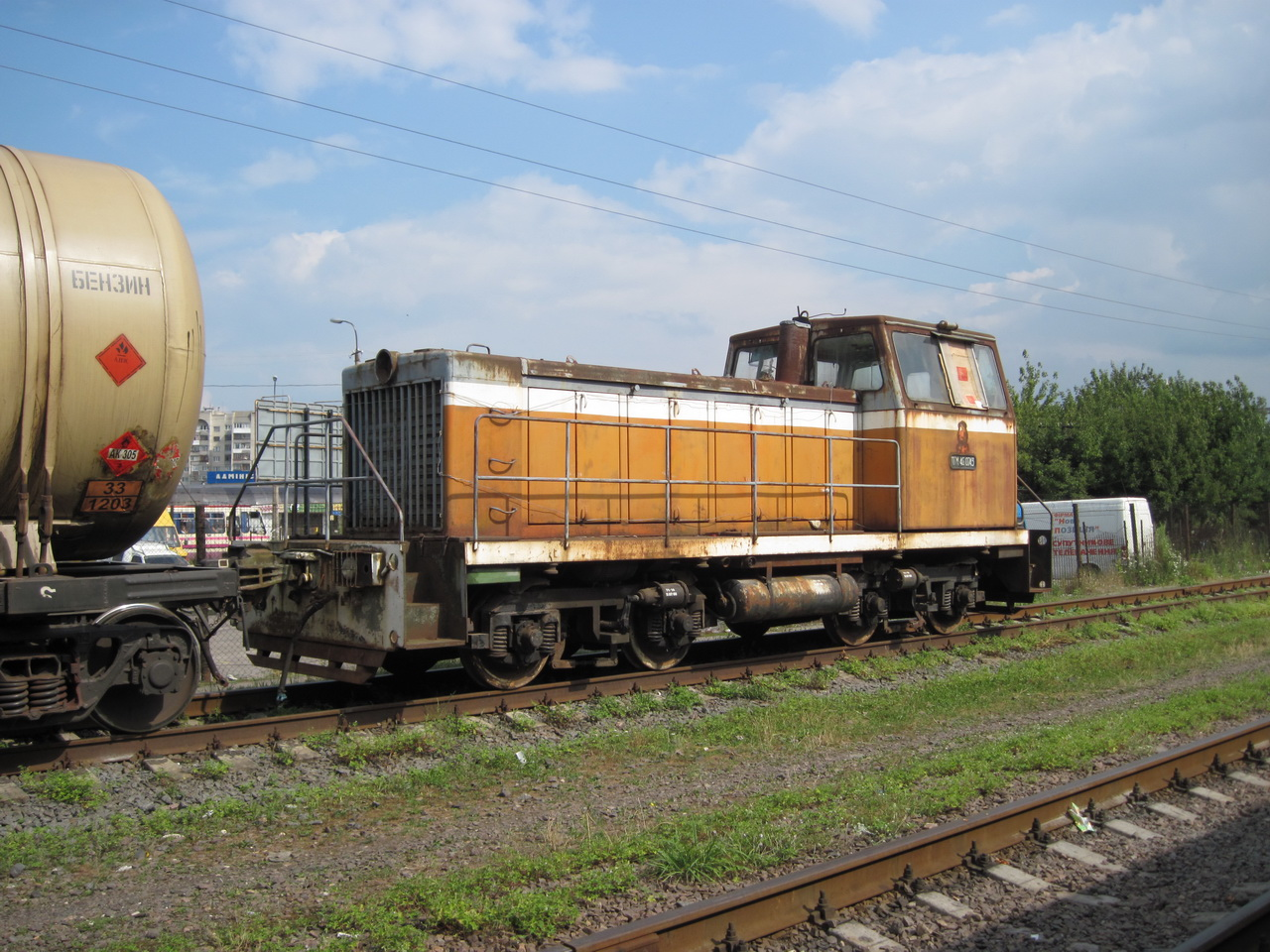
ТГМ40
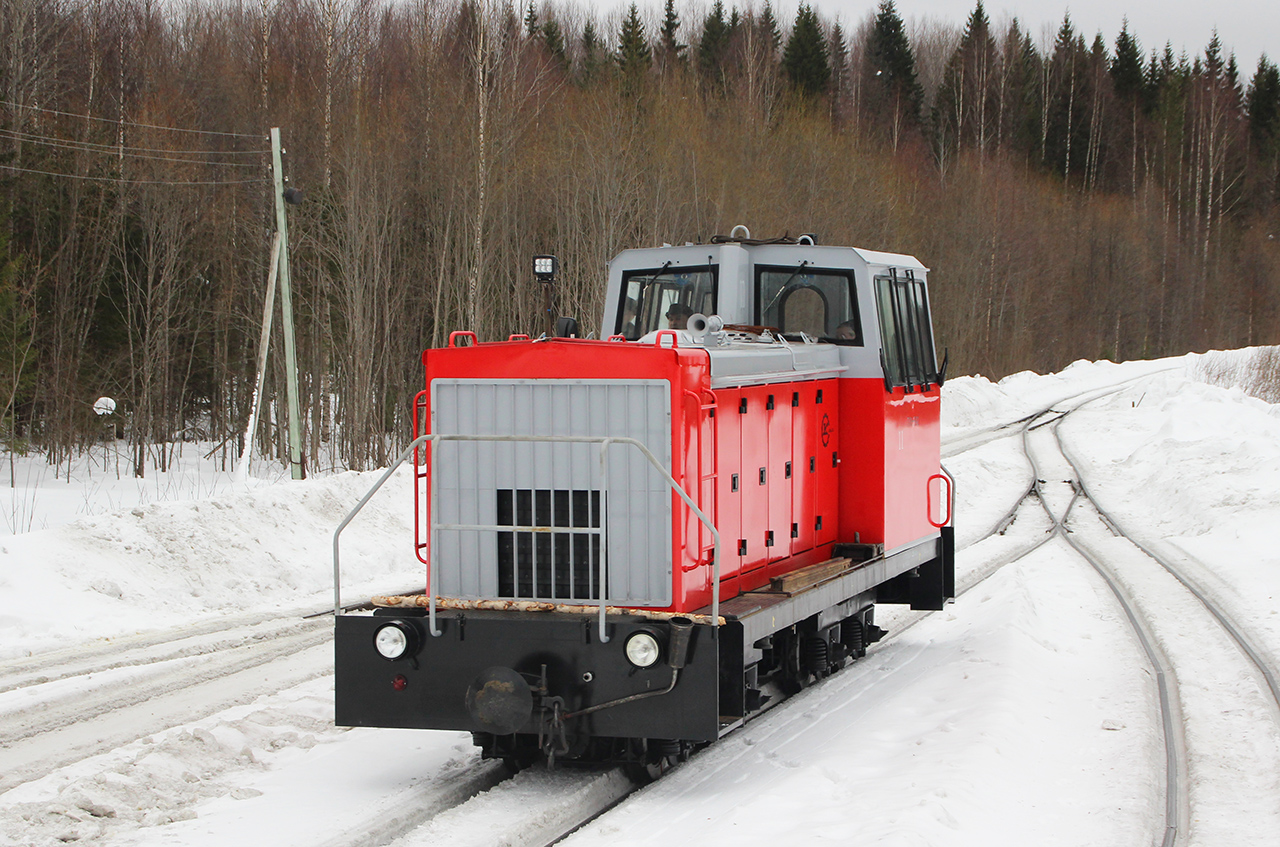
Die neue Generation ТУ8
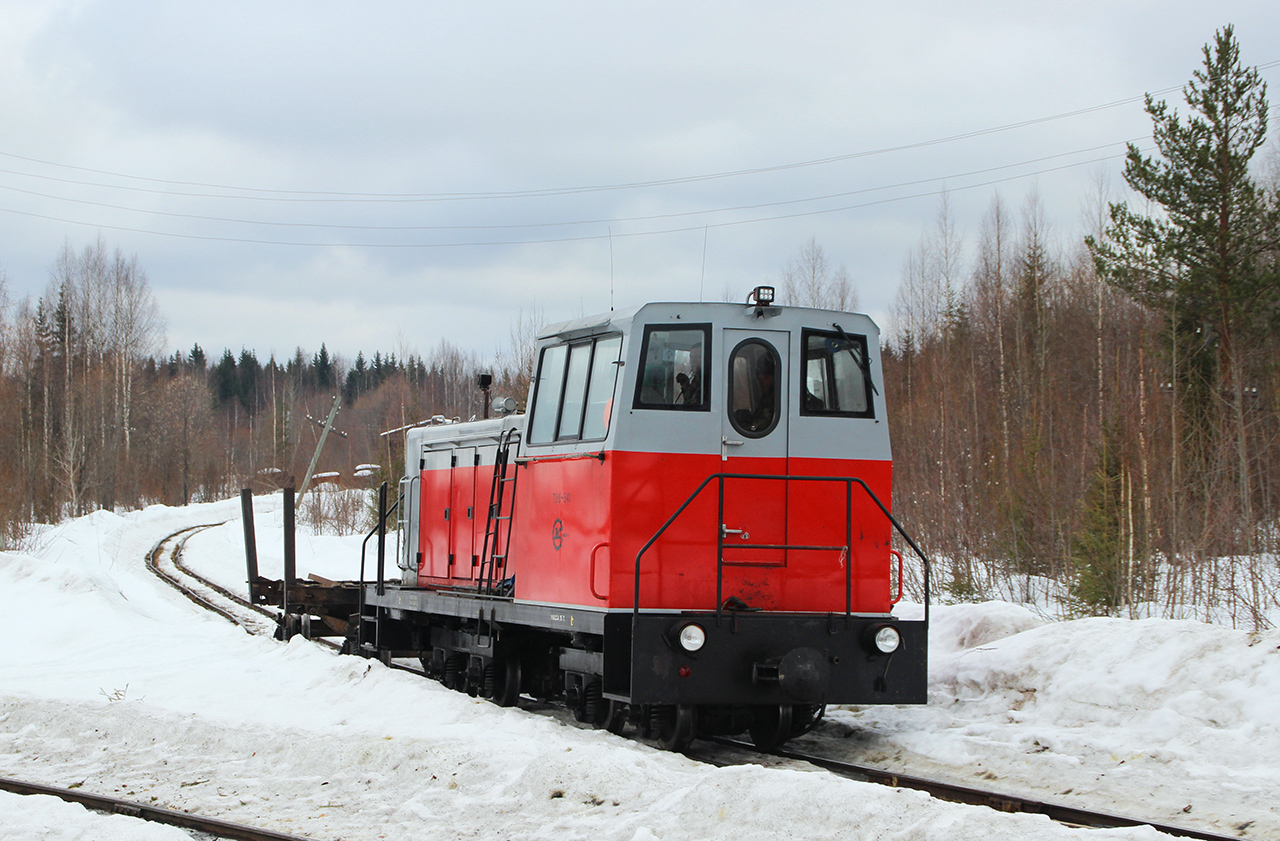
Die neue Generation ТУ8
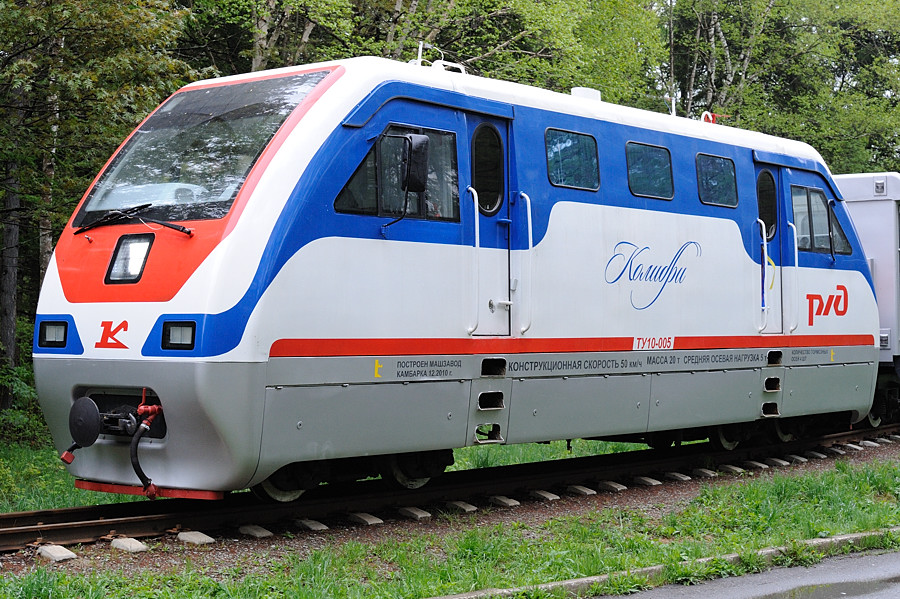
ТУ10
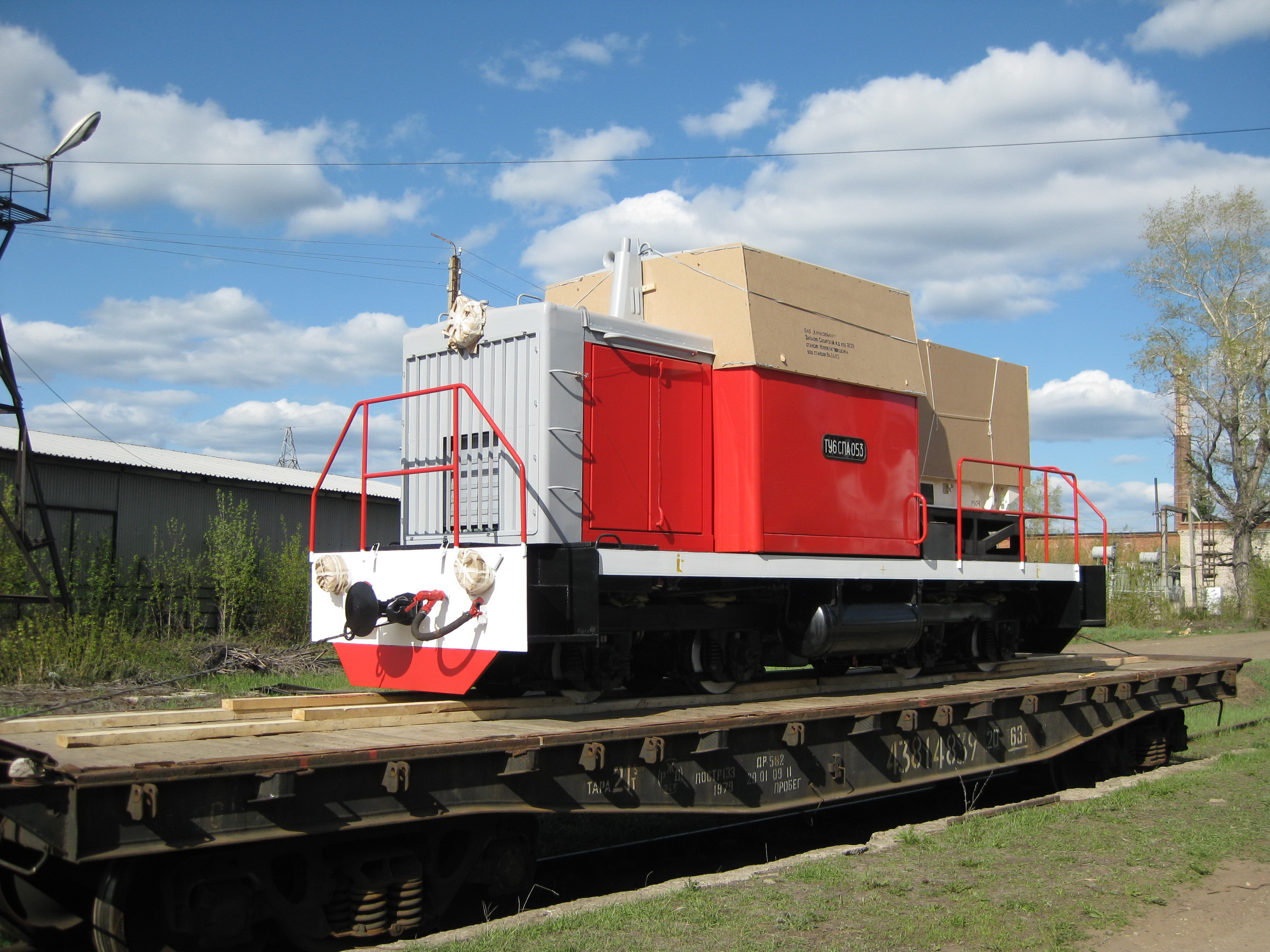
ТУ6СПА
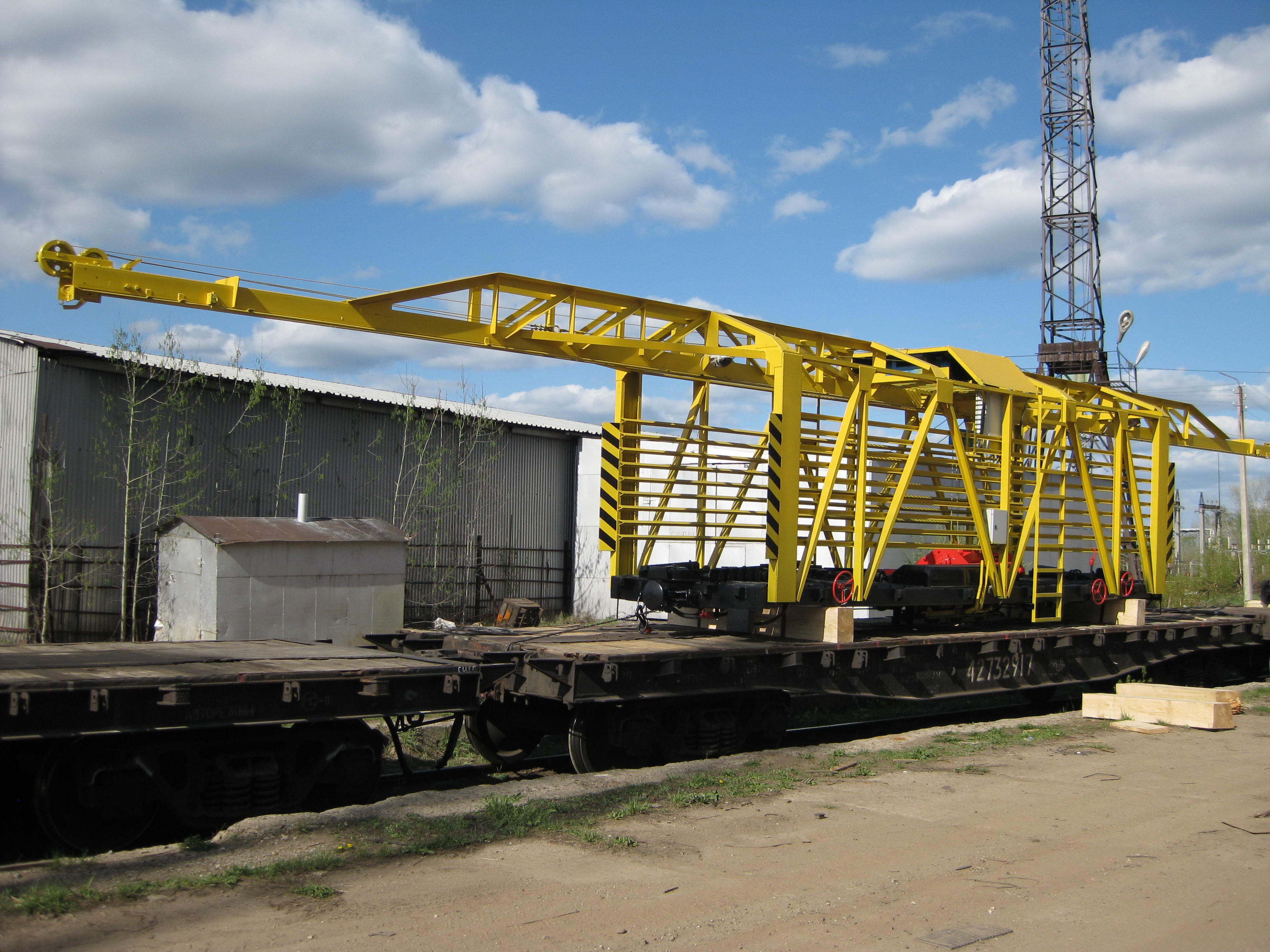
Gleisbaukran СПА
ТСВ6А
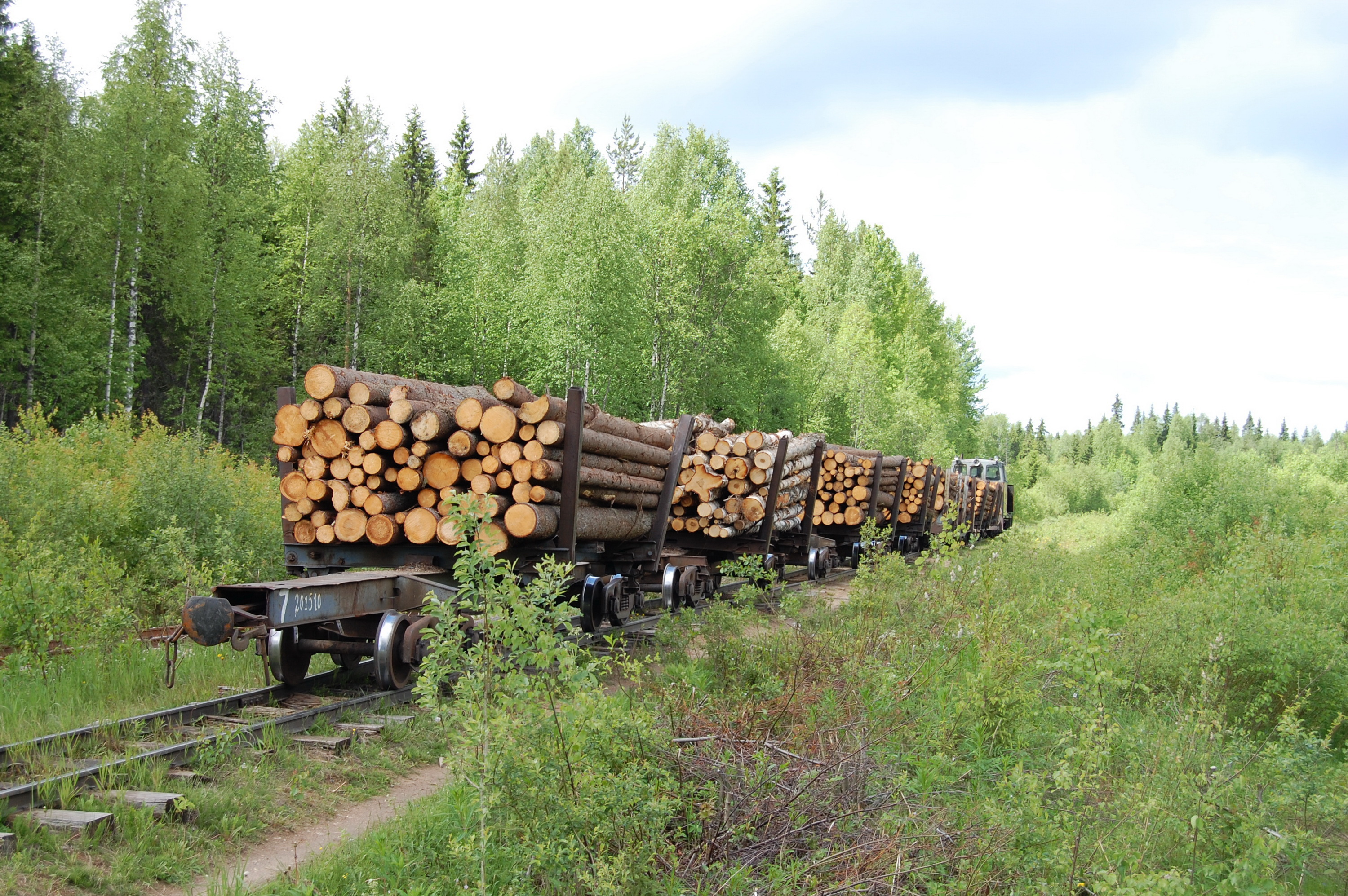
Langholzwagen
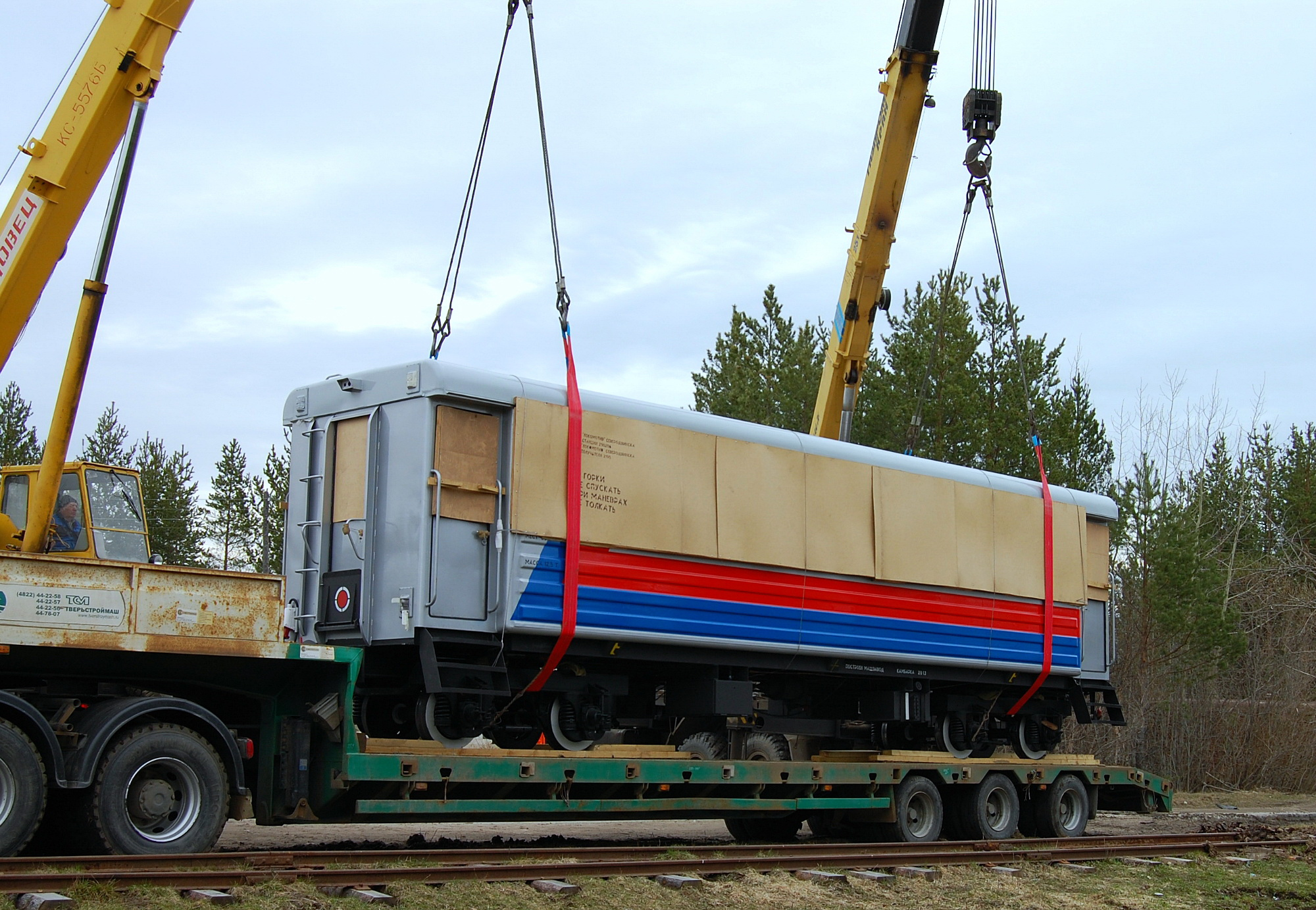
Personenwagen